# Softengine
Softengine — фінський альтернативний рок-гурт, який представляв Фінляндію на пісенному конкурсі Євробачення 2014 у Копенгагені, Данія, зі своєю піснею «Something Better». Їхнім підсумковим результатом стало 11-е місце з 72 очками.